# Oleksandr Vorobjov
Oleksandr Serhijovyč Vorobjov (in ucraino Олександр Сергійович Воробйов?; Dniprodzeržyns'k, 5 ottobre 1984) è un ginnasta ucraino vincitore della medaglia di bronzo olimpica negli anelli a Pechino 2008.

## Palmarès
- Giochi olimpici estivi

Pechino 2008: bronzo negli anelli.
- Campionati europei di ginnastica artistica

2007 - Amsterdam: oro negli anelli.
2009 - Milano: argento negli anelli.